# Guillaume Burel
Pour les articles homonymes, voir Burel.
Guillaume Burel dit l'Ancien, né à la Burelière, et mort v. 1195, est de 1182 à 1195, le 28e évêque d'Avranches.

## Biographie
Selon Robert du Mont, Guillaume aurait été doyen de la collégiale Saint-Pierre-la-Cour au Mans avant son accession à l'évêché d'Avranches.
Il fit de nombreuses donations à l'abbaye de La Lucerne et à la cathédrale d'Avranches où il voulait être inhumé.
Il meurt en 1191/1194.